# Gare de Rorschach
La gare de Rorschach (en allemand Bahnhof Rorschach) est une gare ferroviaire suisse des lignes : de Sargans à Rorschach,  de Rorschach à Schaffhouse, de Rorschach à Heiden et de Rorschach à Winterthur. Elle est située à l'est du centre de la ville de Rorschach, circonscription électorale de Rorschach dans le canton de Saint-Gall. 
Mise en service en 1856 par la Compagnie de l'Union-Suisse, c'est une gare des Chemins de fer fédéraux suisses (CFF).

## Histoire

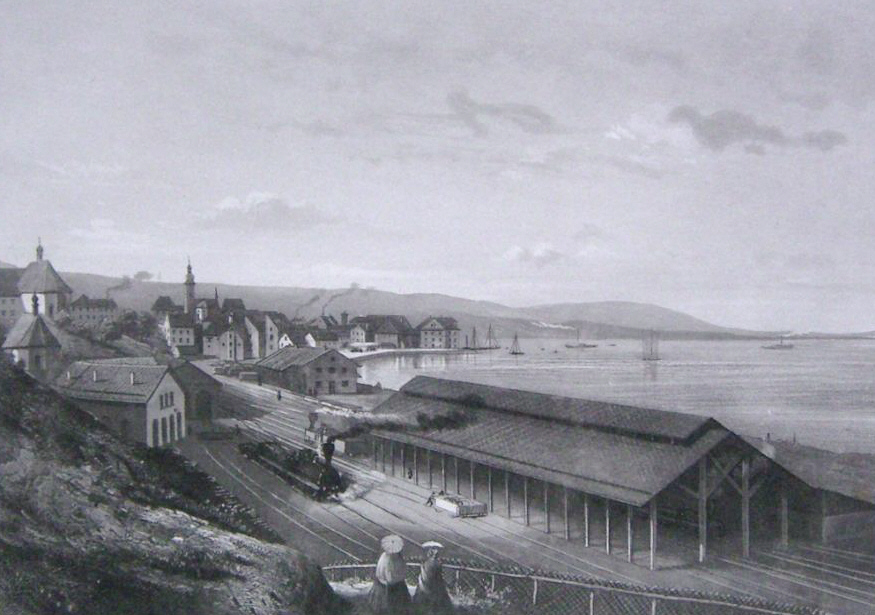
La gare au XIXe siècle

## Situation ferroviaire
Établie à 399 mètres d'altitude, la gare de bifurcation de Rorschach est l'aboutissement au point kilométrique (PK) 65,04 de la ligne de Sargans à Rorschach (no 880), après la gare de Thal. et elle est une origine des lignes : de Rorschach à Schaffhouse (no 820), de Rorschach à Heiden (no 857) et de Rorschach à Winterthur (no 850).

## Service des voyageurs

### Accueil
Gare CFF, elle dispose d'un bâtiment voyageurs, avec guichets et salle d'attente, ouvert tous les jours. Elle dispose notamment, d'une agence de voyages CFF, de consignes à bagages et d'un service des objets trouvés. Elle est équipée d'automates pour l'achat de titres de transports. C'est une gare accessible aux personnes à la mobilité réduite.

### Desserte
Rorschach est desservie par des trains régionaux et internationaux.

### Intermodalité
Un parking pour les véhicules y est aménagé.

## Projet
Lors du changement d'horaire de décembre 2022, il est prévu de prolonger les trains 5 circulant de Genève-Aéroport à Saint-Gall une fois par heure jusqu'en gare de Rorschach.